# Charles Rothschild
Pour les articles homonymes, voir Famille Rothschild.
Nathaniel Charles Rothschild, né le 9 mai 1877 et mort le 12 octobre 1923, est un banquier et un entomologiste britannique.

## Biographie
Il est le fils de Nathan Mayer Rothschild (1840-1915), premier baron Rothschild et deuxième baronnet de la branche dite de Londres, et d’Emma Louise von Rothschild (1844-1935) de la branche dite de Naples. Son frère aîné et unique est Lionel Walter Rothschild (1868-1937), grand collectionneur et naturaliste, qui meurt sans enfant. Le titre passe alors au fils de Charles, Victor Rothschild (1910-1990), biologiste.
Charles Rothschild travaille comme associé à la banque familiale NM Rothschild & Sons de Londres. Mais, comme son frère, il consacre l’essentiel de son temps à l’histoire naturelle et surtout à l’entomologie. Sa collection de puces, connue aujourd’hui comme la collection Rothschild est conservée au Muséum d'histoire naturelle de Londres. 
C’est lui qui découvre et décrit la puce vectrice de la peste, Xenopsilla cheopsis ou puce du rat. Il la découvre à Chendi au Soudan, lors d’une expédition en 1901 et la décrit en 1903. 
Il décrit plus de 500 espèces de puces.
La première parcelle de terrain de la réserve de Wicken Fen est donnée au National Trust par Charles Rothschild en 1901. À ce titre, il est crédité pour la création de la première réserve naturelle au Royaume-Uni. 
Il est considéré comme l’un des pionniers de la conservation en Grande-Bretagne. Il aménage sa propriété d’Ashton Wold dans le Northamptonshire pour en faire une réserve naturelle, notamment pour les papillons. Inquiet de la disparition des habitats sauvages, il fonde en 1912 la Society for the Promotion of Nature Reserves, ancêtre de The Wildlife Trusts partnership. En 1915, la Société produit une liste des meilleurs sites sauvages du pays, certains étant acquis et transformés en réserves naturelles.
En 1907, il se marie avec Rozsika Edle von Wertheimstein (1870–1940), union dont naîtront quatre enfants :
- Miriam Louisa Rothschild (1908-2005), zoologiste ;
- Elizabeth Charlotte Rothschild (1909-1988), connue sous le surnom de "Liberty" ;
- Nathaniel Mayer Victor Rothschild (1910-1990), qui héritera du titre de son oncle Lionel Walter Rothschild et qui est biologiste ;
- Kathleen Annie Pannonica Rothschild (1913-1988), connue sous le surnom de "Nica", (plus tard baronne Nica de Koenigswarter), passionnée du jazz bebop  et mécène de Thelonious Monk et de Charlie Parker.

Souffrant d’encéphalite, Charles Rothschild se suicide en 1923.